# Auro
Auro Alvaro da Cruz Junior, dit Auro, est un footballeur brésilien né le 23 janvier 1996 à São Paulo. Il joue au poste d'arrière droit au FK Ordabasy.

## Biographie

### En club
Il dispute avec le club du São Paulo FC, un total de 28 matchs en première division brésilienne entre 2014 et 2016. Il joue également, avec cette équipe, une rencontre en Copa Libertadores en 2016, et deux en Copa Sudamericana lors de l'année 2014.
En début d'année 2018, il est prêté au club canadien du Toronto FC. Après une saison en prêt, le Toronto FC exerce l'option d'achat et recrute Auro à l'issue de la saison 2018.
Il atteint, avec le Toronto FC, la finale de la Ligue des champions de la CONCACAF en 2018, en étant battu par le club mexicain du CD Guadalajara. Il dispute ensuite cette même année la Campeones Cup, qui oppose son club, vainqueur de la Coupe de MLS 2017, aux Tigres UANL, vainqueur de la Supercoupe du Mexique 2018. Le club canadien s'incline sur le score de 1-3.
Le 14 février 2022, le Toronto FC annonce prêter pour la saison 2022 Auro au Santos FC dans son pays natal.

### En équipe nationale
Avec les moins de 17 ans, il participe à la Coupe du monde des moins de 17 ans en 2013. Lors du mondial junior organisé aux Émirats arabes unis, il joue cinq matchs. Il se met en évidence en délivrant une passe décisive contre la Russie en huitièmes de finale. Le Brésil s'incline en quart contre le Mexique, après une longue séance de tirs au but.
Par la suite, avec les moins de 20 ans, il participe au championnat sud-américain des moins de 20 ans en 2015. Lors de cette compétition organisée en Équateur, il joue trois matchs sur les neuf disputés par son équipe. Avec un bilan de cinq victoires, un nul et trois défaites, le Brésil se classe quatrième du tournoi.

## Palmarès
Brésil -20 ans
- Vainqueur du Tournoi de Toulon en 2014

 São Paulo FC
- Vice-champion de Série A en 2014

 Toronto FC
- Vainqueur du championnat canadien en 2018
- Finaliste du championnat canadien en 2019 et 2021
- Finaliste de la Ligue des champions de la CONCACAF en 2018
- Finaliste de la Campeones Cup en 2018
- Finaliste de la Coupe MLS en 2019